# Рахманин, Павел Петрович
Павел Петрович Рахманин (1931—2019) — советский и российский учёный в области ветеринарной вирусологии и биотехнологии, лауреат Государственных премий СССР и РФ.

## Биография
Родился 11.08.1931 в Оренбургской области. Вскоре после рождения переехал с родителями в Таджикистан, в Гиссарскую долину, в село недалеко от Сталинабада (Душанбе).
С 1946 по 1949 год учился в Сталинабадском ветеринарном техникуме. После его окончания уехал в Ленинград поступать в институт, но в связи с завершением набора стал работать веттехником в свиноводческом совхозе № 4 (Ленинградская область).
В 1955 г. окончил Ленинградский ветеринарный институт и по личной просьбе получил направление в Таджикистан по месту прежнего жительства. Работал старшим ветврачом Регарской МТС.
В 1960-е гг. начальник Главного управления ветеринарии МСХ Таджикской ССР.
С 1969 по 1991 г. заместитель начальника Главного управления ветеринарии министерства сельского хозяйства СССР, заместитель Главного государственного ветеринарного инспектора СССР. В 1977 г. руководил ликвидацией очага АЧС в Одесской области.
С 1992 г. генеральный директор, президент ОАО «Росагробиопром».
Кандидат ветеринарных наук, доктор биологических наук (2010).
Соавтор вакцины против блютанга, эшерихиоза животных, антирабической пероральной вакцины для иммунизации против бешенства и других изобретений.
Государственная премия СССР (закрытым указом, вероятно — за участие в разработке биологического оружия).
Государственная премия РФ 1998 г. — за разработку универсальной технологии промышленного получения высокоэффективных вакцин против инфекционных болезней животных.
Заслуженный работник сельского хозяйства СССР (1991), заслуженный ветеринарный врач Российской Федерации (1996), заслуженный ветеринарный врач Таджикской ССР. Награждён орденом Трудового Красного Знамени, двумя орденами «Знак Почёта».
Умер 14 сентября 2019 года.